# ألبرتو برينيولي
ألبرتو برينيولي (بالإيطالية: Alberto Brignoli)‏ (مواليد 19 أغسطس 1991 - تريسكوري بالنياريو ، إيطاليا) لاعب كرة قدم إيطالي ، يلعب حاليًا لنادي ليغانيس الإسباني في مركز حراسة المرمى معارًا من نادي يوفنتوس لموسم واحد من 20 يوليو 2016 إلى 30 يونيو 2017.

## روابط خارجية
- ألبرتو برينيولي على موقع الاتحاد الأوربي (الإنجليزية)
- ألبرتو برينيولي على موقع قاعدة بيانات كرة القدم.إي يو (الإنجليزية)
- ألبرتو برينيولي على موقع ليكيب (الفرنسية)
- ألبرتو برينيولي على موقع Soccerbase.com (لاعب) (الإنجليزية)
- ألبرتو برينيولي على موقع Soccerway.com (الإنجليزية)
- ألبرتو برينيولي على موقع عالم كرة القدم.نت (الإنجليزية)
- ألبرتو برينيولي على موقع AS.com (الإسبانية)